# Hoy
Hoy (staronorsky Há-øy, tj. Vysoký ostrov) je po území ostrova Mainland (Hrossey) svou rozlohou 143 km² v pořadí druhý největší ze sedmi desítek ostrovů v Orknejském souostroví. Z administrativního hlediska je ostrov v rámci Spojeného království součástí skotské správní oblasti Orkneje. Hoy je součástí chráněné krajinné oblasti Hoy and West Mainland NSA, zahrnující kromě severní poloviny zmíněného ostrova také západní část ostrova Mainland a okolní moře.

## Geografie
Ostrov se nachází v jihozápadní části Orknejského souostroví, vzdálený zhruba 13 km vzdušnou čarou od nejsevernějších výběžků skotského pobřeží. Podél východního pobřeží je Hoy obklopen několika menšími ostrovy, s ostrovem South Walls jej spojuje přírodní hráz. Pro statistické účely jsou proto Hoy a South Walls považovány za jeden celek, podle sčítání zde v roce 2011 žilo celkem 419 obyvatel.

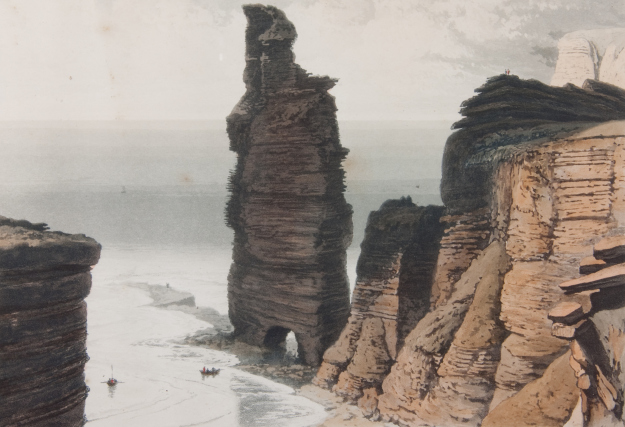
Old Man of Hoy na obraze Williama Daniella z roku 1819

Jméno ostrova ve staré norštině vystihuje charakter jeho reliéfu: na rozdíl od ostatních ostrovů Orknejského souostroví je Hoy hornatý. Kopce v severní části ostrova přesahují nadmořskou výšku 400 metrů. Dominuje jim Ward Hill s výškou 481 metrů, který je zároveň nejvyšším vrcholen celého souostroví. Útesy poblíž St John's Head, dosahující výšky až 350 metrů, jsou nejvyššími mořskými útesy na území Spojeného království.
Známým symbolem ostrova je Old Man of Hoy, čnějící z malého výběžku pobřeží u Rackwicku na západě ostrova a dobře viditelný z trajektů, zajišťujících spojení mezi orknejským přístavem Stromness a skotským Scrabsterem poblíž Thursa. Old Man of Hoy je skála z tmavě červeného pískovce, stojící na čedičovém podloží. Tato 137 metrů vysoká skalní věž měla původně jiný tvar, současnou podobu věže se základnou o šíři 60 metrů a úzkým vrcholem získala vlivem abraze a následné destrukce v době mezi polovinou 18. a počátkem 19. století.

## Historie
Dokladem prehistorického osídlení ostrova z doby kolem roku 5000 př. n. l. je megalitická komorová hrobka, zvaná Dwarfie Stane (Trpaslíkův kámen), která se nachází v sevřeném ledovcovém údolí mezi osadami Quoys a Rackwick. Jedná se o skalní blok z červeného pískovce o rozměrech 8,6 x 4 x 2,5 metru, uvnitř kterého je 2,2 metrů dlouhá chodba a pohřební komora. Unikátní neolitická hrobka Dwarfie Stane je chráněna jako historická kulturní památka Skotska.
Z doby obrany proti americkým korzárům, napadajícími toto území poté, kdy americký prezident James Madison v roce 1812 vyhlásil válku Velké Británii, pocházejí dvě věže Martello u přístavu Longhope na ostrově South Walls.
Po staletí v historii Orknejí i samotného ostrova Hoy měla mimořádný význam vnitřní zátoka Scapa Flow, chráněná na západě ostrovem Hoy, na severu pobřežím ostrova Mainland a na jihu ostrovy Fara, Flotta, South Ronaldsay, Burray a dalšími. Již od dob Vikingů tato zátoka poskytovala ideální chráněné místo pro kotvení válečných loďstev. Tato zátoka byla ve 20. století využívána spojeneckým loďstvem během první i druhé světové války, přičemž zdejší hlavní základna příslušníků Britského královského námořnictva byla u Lyness na jihovýchodě ostrova Hoy. Na počátku druhé světové války bylo v Lyness a okolí umístěno na 12000 příslušníků britských námořních sil z posádek válečných lodí, kotvících ve Scapa Flow. Kromě ubytoven pro vojáky byl v Lyness zřízen i nový velký přístav, kterému se přezdívalo Golden Wharf kvůli vysokým nákladům na jeho vybudování. Zhruba 1 km západně od Lyness se nachází velký vojenský hřbitov o rozloze 10000 m² s hroby vojáků, padlých v obou světových válkách.

## Galerie

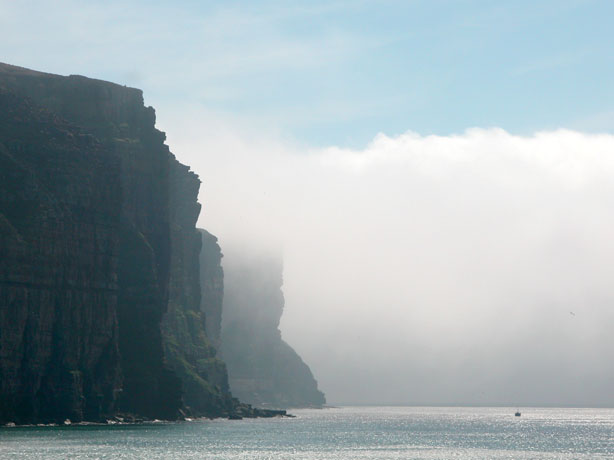
Útesy jižně od Rackwicku
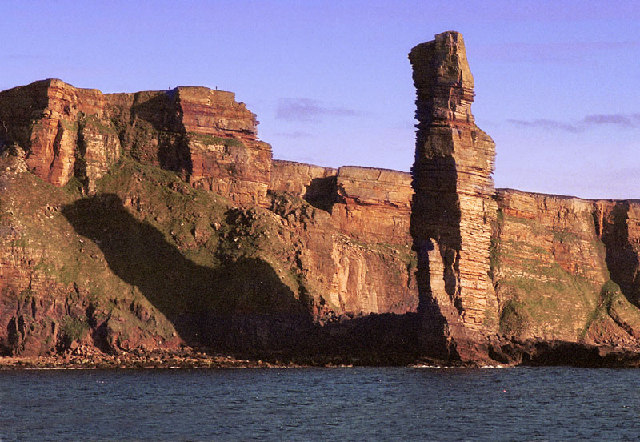
Skála The Old Man of Hoy
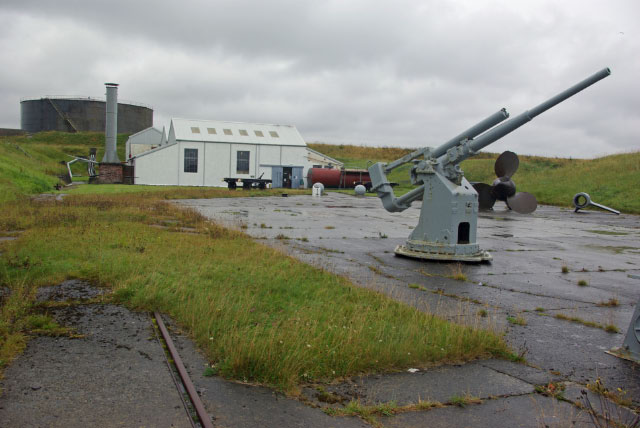
Bývalá základna Royal Navy v Lyness
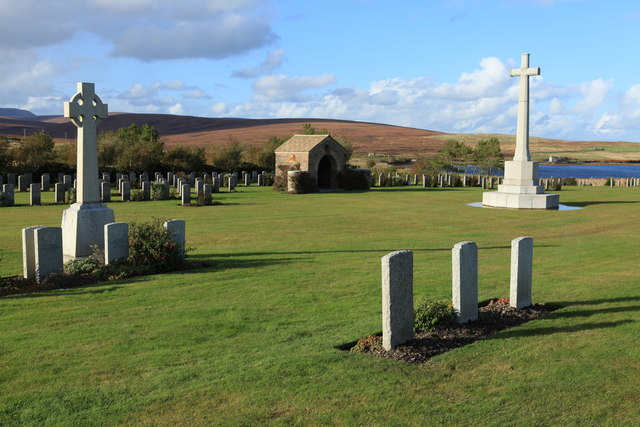
Hřbitov s hroby padlých ze dvou světových válek
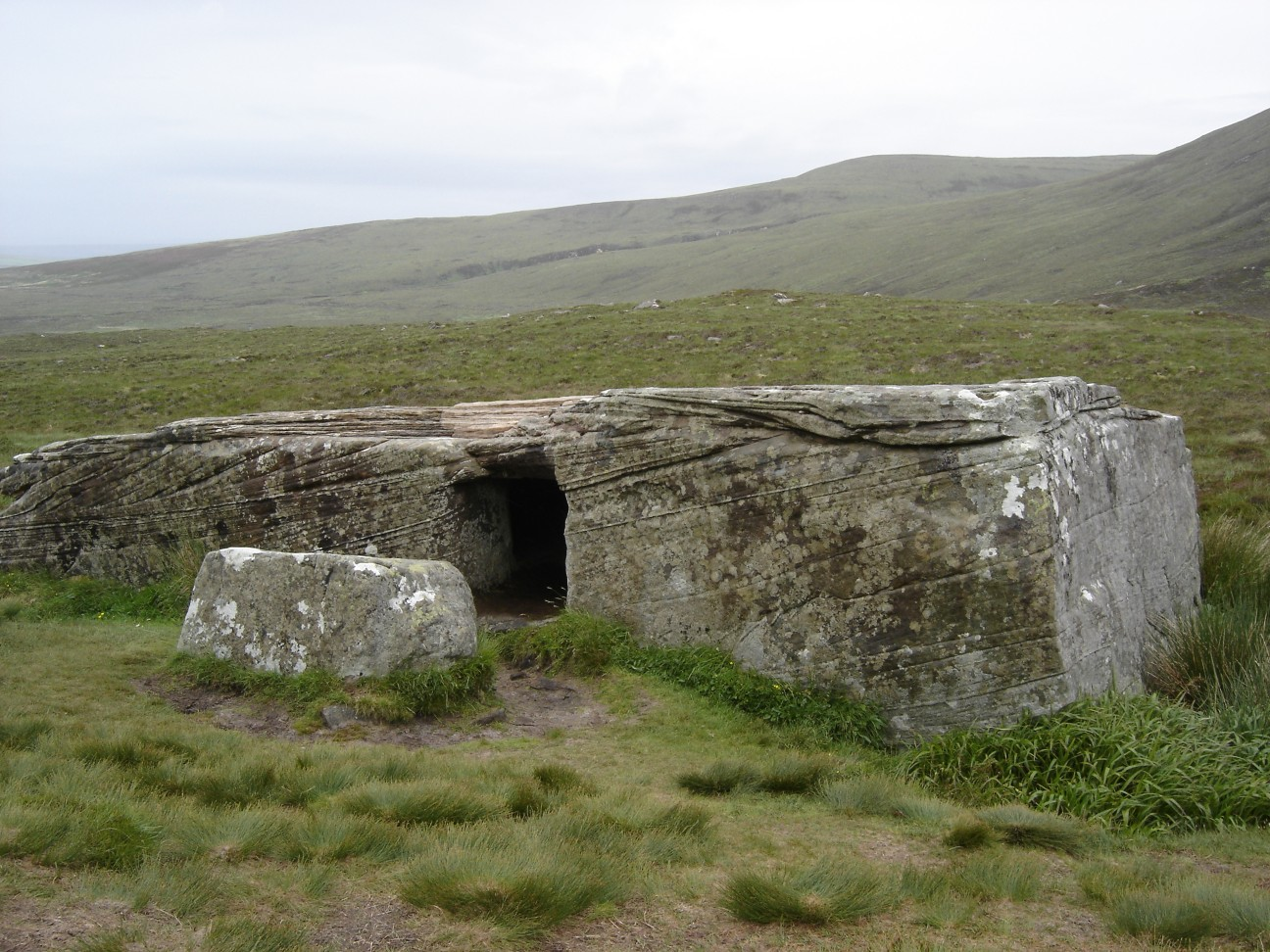
Neolitická hrobka Dwarfie Stane
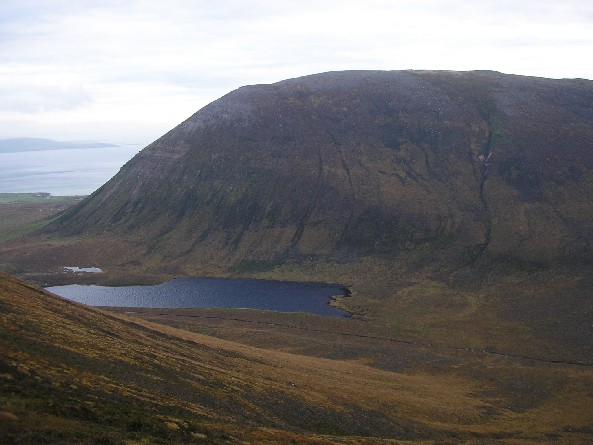
Ward Hill, nejvyšší vrchol Orknejí